# Camille Silvy
Camille-Leon-Louis Silvy (sinh tại Nogent-le-Rotrou, Pháp ngày 18 tháng 3, 1834; chết tại Saint-Maurice, Pháp ngày 2 tháng 2, 1910) là một nhiếp ảnh gia, chủ yếu hoạt động ở Luân Đôn.
Năm 1857, ông học nhiếp ảnh từ bạn mình, Count Olympe Aguado, và năm 1858 trở thành một thành viên của Société française de photographie. Sau đó ông chuyển tới Luân Đôn và mở một studio chuyên vẽ chân dung tại 38 Porchester Terrace, Bayswater, trở thành thành viên của hội Hội Nhiếp ảnh năm 1859. Ông đã chụp ảnh chân dung cho nhiều người nổi tiếng như Công chúa Mary Adelaide của Cambridge, Nữ hoàng Emma của Hawaii, Lady Amberley, Harriet Martineau, Adelina Patti và Frederick Robson. Ông cũng chụp ảnh cho nhiều thành viên Hoàng gia Anh. Bảo tàng Lịch sử nghệ thuật, London còn lưu giữ sổ tay của ông, trong đó bao gồm hơn 17.000 ảnh chân dung, với khoảng 12.000 bức chụp trong tư thế ngồi.
Ông đóng cửa studio và trở về Pháp năm 1868. Ông tin rằng hệ thần kinh của mình có vấn đề do tiếp xúc với Kali xyanua, nhưng có nhiều khả năng ông đã mắc chứng trầm cảm. Ông đã phải trải qua rất nhiều bệnh viện, khu điều dưỡng và nhà an dưỡng khác nhau trong suốt 30 năm cuối đời.

## Hình ảnh
- Cảnh sông ở Pháp, 1858
- Đơn đặt hàng của ngày, 1859
- Đường nhạc sĩ, 1860
- Biểu tượng của Silvy bị đảo ngược và chữ ký của ông, 30 tháng 4 năm 1861
- Camille Silvy với vợ và mẹ mình, 1865